# 周寿桓
周寿桓（1937年4月3日—），四川成都人，光电子学与激光技术专家，中国工程院院士。
1962年毕业于中国科学技术大学物理系，2003年获选中国工程院信息与电子工程学部院士。周寿桓亦是中国电子科技集团第11研究所研究员、北京理工大学顾问教授